# 標準光源
標準光源（ひょうじゅんこうげん、英: standard candle）とは天文学で距離を推定する際に用いられる天体で、絶対的な光度が分かっている天体を指す。銀河系外を対象とする天文学や宇宙論の分野では、距離を導出する重要な手法のいくつかが標準光源に基づく方法を採っている。既に分かっている標準光源の絶対光度（またはその対数をとった絶対等級）と、実際に観測される見かけの明るさ（見かけの等級）とを比較することで、その天体までの距離を以下のように計算することができる。
{\displaystyle 5\log _{10}{\frac {D}{\rm {kpc}}}=m-M-10,}
ここで D は天体までの距離、kpc は1キロパーセク、m は天体の見かけの等級、M は天体の絶対等級である（m と M は静止系で同じ波長域について測光した値を用いる）。
標準光源として用いられる天体には以下のようなものがある。
- こと座RR型変光星 - 白色巨星の一種。我々の銀河系内や近傍の球状星団の距離の測定に用いられる。
- ケフェイド変光星 - 約20Mpcまでの銀河系外の距離測定に用いられることが多い。
- Ia型超新星 - 極大時の絶対等級が光度曲線の形の関数として非常に良く決まっている。銀河系外の遠方の距離測定に有用である。

銀河天文学ではX線バースト（中性子星の表面で起こる熱核反応のフラッシュ現象）が標準光源として用いられる。X線バーストの観測ではX線のスペクトルが星の半径方向の膨張を示している場合がある。これはバーストで放射される光子の輻射圧が星の重力を上回って星表面の物質を外へ膨張させていることを示しており、従ってバーストの極大時のX線のフラックスがエディントン光度に達していることになる。このエディントン光度は中性子星の質量（1.5太陽質量という値が仮定されることが多い）が分かれば計算によって求められる。この方法によっていくつかの低質量X線連星の距離を測定することができる。低質量X線連星は可視光では極めて暗いため、距離の測定が非常に難しい。
標準光源を用いる際の第一の問題は、その標準光源の絶対光度がどの程度「標準的」なのか、という問題である。この問題はこれまで繰り返し取り沙汰されてきた。例として、今までの観測から、距離が分かっているIa型超新星は（光度曲線の形状に応じた補正を行なえば）全て同じ絶対光度を持っていることが分かっている。Ia型超新星は伴星からのガスが白色矮星に降着して質量がチャンドラセカール限界を超えるために引き起こされると考えられているため、爆発直前の星は全てチャンドラセカール限界にほぼ等しい質量を持つと考えられており、これが絶対光度がほぼ同じになる理由と考えられている。しかしどのような場合でも同じ絶対光度になるかどうかは必ずしも明らかになっていない。また、遠方のIa型超新星で我々の近傍のIa型超新星と異なる性質を持つものが存在する可能性についても分かっていない。
この問題が単に哲学的な問題にとどまらないことは、ケフェイド変光星を用いた距離測定の歴史に示されている。1950年代、ウォルター・バーデは当時標準光源の較正に用いられていた太陽近傍のケフェイド変光星が、近傍銀河の距離測定に使われていたケフェイド変光星とは別の種類に属することを発見した。太陽近傍のケフェイド変光星は種族Iに属する恒星で、遠方の距離測定に使われていた種族IIのケフェイド変光星よりも金属量がずっと多い恒星だった。その結果、種族IIの恒星は実際にはそれまで考えられていたよりもずっと明るいことが明らかとなり、球状星団や近傍銀河までの距離、天の川銀河の直径などの測定値は全て約2倍大きい値に修正された。